# Boer&Tuinder
Boer&Tuinder is het blad voor de leden van de Boerenbond en brengt wekelijks syndicaal, economisch en juridisch-sociaal nieuws, naast meer maatschappelijke bijdragen. Ooit begonnen onder de titel De Boer, is het een van de langstlopende tijdschriften in Vlaanderen.

## Geschiedenis
De Belgische landbouw verkeerde aan het einde van de 19de eeuw in crisis: de bedrijven waren te klein en te traditioneel, de scholingsgraad van de landbouwers was laag en de concurrentie uit het buitenland werd steeds groter. Om dit tegen te gaan, was er nood aan een centrale overkoepelende organisatie. Onder impuls van onder meer de Leuvense hoogleraar, architect en politicus Joris Helleputte en priester Jacob-Ferdinand Mellaerts, werd in 1890 de Belgische Boerenbond opgericht. Die organisatie wilde een netwerk van lokale boerengilden uitbouwen en hun belangen verdedigen. Dat deed ze onder meer door middel van een eigen tijdschrift voor alle leden: De Boer, dat al een jaar na de stichting van de Boerenbond voor het eerst werd uitgegeven. De Franstalige tegenhanger voor de Waalse gilden werd één jaar later in 1892 gelanceerd onder de titel Le Paysan.
Aanvankelijk verscheen De Boer maandelijks, met in de periode 1899-1904 een extra "godsdienstig en maatschappelijk bijvoegsel". In 1905 kreeg het blad zijn definitieve wekelijkse verschijningsvorm.
De Boer had in de eerste jaren een dubbele functie: het was zowel een communicatiemiddel als een educatief instrument. De verantwoordelijken van de gilden konden er vergaderingsverslagen, uitnodigingen voor evenementen en documentatie over het organiseren van vergaderingen in terugvinden. De didactische component was aanwezig in de vraag-antwoordvorm die verschillende artikels hanteerden. Daarnaast werd de lezer aangeraden om oude nummers bij te houden en te gebruiken als naslagwerk.
Alle deelsectoren van de landbouw kwamen in De Boer aan bod: akkerbouw, veeteelt en tuin- en bosbouw. Artikels over bedrijfsvoering, met onderwerpen als veevoeders, meststoffen, veeziekten of teeltmethoden, werden afgewisseld met meer landbouweconomische bijdragen over prijzen, handel in binnen- en buitenland, verzekeringen en spaar- en kredietverlening door de aangesloten lokale Raifeissenkassen. Ook het landbouwonderwijs kreeg een belangrijke plaats toebedeeld. Het kennisoffensief van de Boerenbond via De Boer weerspiegelde en versterkte zo tegelijkertijd het sterk expanderende landbouwonderwijs.
In 1911 werd de Boerinnenbond opgericht. Tegelijkertijd verscheen De Boerin, een tijdschrift voor plattelandsvrouwen.
Tijdens de Eerste Wereldoorlog lag de werking van de Boerenbond grotendeels stil. Door middel van rechtstreekse en onrechtstreekse onderhandelingen met de Duitse bezetter probeerde de organisatie waar mogelijk de belangen van de landbouwers te verdedigen. De Boer was wel stopgezet en begon pas in 1920 weer regelmatig te verschijnen.
Na de Eerste Wereldoorlog professionaliseerde de Boerenbond. Die werd een steeds grotere speler, zowel commercieel als socio-politiek. Waar de organisatie voor de oorlog vooral sterk had gestaan in Brabant, Limburg en Antwerpen, kwamen daar nu ook Oost- en West-Vlaanderen bij. Die ontwikkelingen toonden zich ook in De Boer. Voor bestuurders verscheen vanaf 1922 De Ploeg als eigen blad, gevolgd in 1924 door Der Bauer: een Duitstalige editie voor de ‘landwirtschafliche Verbände’ van Eupen en Malmédy-Sankt-Vith. Vanaf 1927 telde ieder nummer van de Nederlandstalige editie een aantal regionale pagina’s, waarin de activiteiten van de verschillende Vlaamse provincies werden aangekondigd of verslagen van bestuursvergaderingen terug te vinden waren.
De jaren 1930 waren moeilijk voor de Boerenbond. De landbouwers gingen gebukt onder de economische depressie en waren steeds minder tevreden over de werking van de organisatie. Die bevond zich tezelfdertijd in een politieke en financiële crisis, met als gevolg dat de bank van de Boerenbond, de Middenkredietkas, ten onder ging. Voor De Boer betekende dit dat er veel meer reclame-inkomsten nodig waren. Daarnaast kreeg de organisatie voor het eerst ook te maken met concurrerende verenigingen zoals het Boerenfront.
De Boer veranderde het geweer van schouder in de jaren na de Tweede Wereldoorlog. Het didactische karakter van het tijdschrift nam af en in de plaats kwamen meer opiniërende artikels over de landbouwpolitiek, maar ook over de schoolstrijd en de arbeidswetgeving. Er was aandacht voor het huishouden, de opvoeding van kinderen, wonen, tuin en cultuur. Regionale pagina’s verschenen niet meer tot 1966. Vanaf dat jaar verscheen het weekblad in twee edities: Antwerpen-Brabant-Limburg en Oost- en West-Vlaanderen. De jaren 1960 waren jaren van herbronning over de aard van de Boerenbond: het ging de vereniging voor de wind dankzij de economische bloei, maar er rezen vragen bij de sterk gecentraliseerde structuur en het katholieke cachet. Die denkoefening toonde zich ook in De Boer.
In 1971 werd de Boerenbond grondig hervormd. De organisatie werd een ruime landelijke beweging die werd gestructureerd in landelijke gilden, met aparte beroepsorganisaties voor tuinders en boeren: bedrijfsgilden, Agra-kringen voor beroepsactieve vrouwen en Groene Kringen voor jonge land- en tuinbouwers. De Boer volgde de vernieuwing en verscheen vanaf 1976 onder de titel De Boer en de Tuinder. Er bleef aandacht voor vooruitgang  in de landbouwsector: landbouwers konden putten uit rubrieken als “De boer en het bedrijf” en “De boer en zijn gezin”. Maar tegelijk was er ruimte voor maatschappelijke thema’s. In de jaren 1980 en 1990 verdween het agrarisch-didactisch karakter definitief en kregen niet-landbouwgerelateerde thema’s zoals cultuur, toneel, film en wonen meer aandacht. Ook de zuivere landbouwthema’s veranderden van aard: plattelandstoerisme, biolandbouw, milieu, ruimtelijke ordening en hoeveproducten verschenen op de agenda. Economische informatie, zoals over prijzen en koerswendingen in het Europees gemeenschappelijk landbouwbeleid, bleef aanwezig.  In 2000 veranderde de titel naar de huidige benaming Boer&Tuinder.